# Komparatystyka
Komparatystyka (łac. comparare „porównywać”), literaturoznawstwo porównawcze – dział nauki o literaturze, którego celem jest porównanie utworów należących do literatur różnych narodów oraz wpływów i zależności w literaturze światowej. Nowoczesna komparatystyka zajmuje się także badaniem związków pomiędzy literaturą a innymi dziedzinami sztuki, np. muzyką, malarstwem, filmem.

## Przedmiot badań
W nauce pozytywistycznej komparatystyka ograniczała się jedynie do badania wpływów i zależności w literaturze. Współczesna komparatystyka bada również związki genetyczne, typologiczne, ujmuje literaturę w ramach rozwoju procesu historycznoliterackiego. W wieku XX przedmiot badań komparatystyki nie był jasno ustalony i podlegał żywej dyskusji. René Etiemble proponował włączyć do przedmiotu badań komparatystów europejskich literaturę Chin i świata arabskiego. Jego zdaniem współczesna komparatystyka zaniedbała stylistykę i wersyfikację porównawczą oraz badanie obrazów poetyckich i sztukę przekładu. Twórca komparatystyki w Rosji – Aleksander Wiesiołowski, pracownik Zakładu Literatury Ogólnej w ówczesnym Piotrogrodzie, proponował do zakresu przedmiotu badań literatury porównawczej włączyć również folklor.

## Powstanie
Komparatystyka, zdaniem Haliny Janaszek-Ivaničkovej, istniała już od pierwszych kontaktów między starodawnymi cywilizacjami i wynikała z ciekawości wobec odmiennych kultur. Termin littérature comparée powstał na początku XIX wieku we Francji i wzorowany był na analogicznych pojęciach z zakresu nauk ścisłych. W 1954 roku ukonstytuowało się Międzynarodowe Towarzystwo Badań Komparatystycznych, które za cel badań komparatystyki uznało szukanie w danym tekście obcych, tworzących go głosów (intertekstualność). 

## Literatura porównawcza w Polsce
Początek badań komparatystycznych w Polsce przypada na okres renesansu i związany jest z wymianą kulturową. W 1818 roku otwarto pierwszą katedrę literatury porównawczej na Uniwersytecie Warszawskim, nad która kierownictwo przejął Ludwik Osiński. Na początku XIX wieku powstały też pierwsze prace komparatystyczne: Uwagi nad poezją i wymowa pod względem ich podobieństwa (1820 r.) Leona Borowskiego oraz O literaturze polskiej dziewiętnastego wieku (1830 r.) Maurycego Mochnackiego. Za ojca polskiej literatury porównawczej uważa się Adama Mickiewicza, który dokonywał badań komparatystycznych literatur słowiańskich, co widoczne jest na jego wykładach w Collège de France w Paryżu. Za pierwszą polską pracę naukową o literaturach słowiańskich uznaje się dzieło pt. Mesjaniści i słowianofile, które wydał w 1888 roku Marian Zdziechowski. W dwudziestoleciu międzywojennym głównym tematem badań polskich komparatystów było oddziaływanie obcych literatur na rozwój rodzimych prądów literackich. Do dwudziestowiecznych badaczy literatury związanych z komparatystyką zaliczyć można np. Stefanię Skwarczyńską i Mieczysława Brahmera. Wiek XX ograniczył rolę komparatystyki w porównaniu z literaturoznawstwem XIX-wiecznym – przyjął się nawet ironiczny termin „wpływologia”.

## Kongresy komparatystyczne
Pierwszy międzynarodowy kongres komparatystyczny miał miejsce w 1900 roku w Paryżu. Wzięło w nim udział zaledwie 20 badaczy. Tematyka kongresu dotyczyła zaś metodologii historii literatury. W czasie kongresu we Florencji w 1951 roku utworzono FILLM, czyli Międzynarodową Federacje Języków i Literatur Nowożytnych. Ważne wydarzenia dla komparatystów miały miejsce w 1958 roku na kongresie w Chapel Hill, dotyczącym problematyki narodowej. Wówczas miało miejsce wystąpienie Renégo Welleka, który odczytał referat pt. Kryzys literatury porównawczej. Na kongresie w Chapel Hill Polskę reprezentował Mieczysław Brahmer.

## Kryzys literatury porównawczej
O kryzysie w literaturze porównawczej zaczęto mówić po kongresie w Chapel Hill i wystąpieniu René Welleka. Zdaniem niektórych badaczy komparatyści zbyt wiele dyskutowali nad przedmiotem i metodami swej pracy. Tak uważał między innymi René Etiemble, który do przyczyn kryzysu zaliczył również różnice metodologiczne, jakie w badaniach porównawczych stosowały szkoła francuska i amerykańska. Komparatyści francuscy stosowali w badaniach porównawczych metodę historyczną Lansona, dla którego rzetelne poszukiwanie historyczne było kluczem do analizy dzieła. Szkoła amerykańska, z której wywodził się między innymi René Wellek, nie popierała historyzmu. Wellek wysunął również propozycję zaniechania podziału na literaturę porównawczą i powszechną (podział ten zaproponował Paul van Tieghem – przedstawiciel szkoły francuskiej) oraz przekraczanie granic narodowych w badaniach literatur.